# يوسوك ناكامورا
يوسوك ناكامورا (باليابانية: 中村祐輔؛ بالكانا: なかむら ゆうすけ) هو طبيب وعالم وراثة وجراح وعالم كيمياء حيوية ياباني، ولد في 8 ديسمبر 1942 في أوساكا في اليابان.